# بروةالبراحه
بروا البراحا  یک منطقهٔ مسکونی در قطر است که در الوکره (شهرداری) واقع شده‌است.